# 好きやねん (テレビドラマ)
『好きやねん』（すきやねん）は、1995年7月6日から9月21日まで読売テレビ（YTV）制作、日本テレビ系列で毎週木曜21:00 - 21:54（JST）に放送されたテレビドラマ。2016年現在、日本テレビ系列の木曜21時台における最後のドラマ作品である。

## キャスト
- 三廻千春：三田佳子
- 三廻こかげ：久本雅美
- 弘崎恵：原田龍二
- 太田由佳：雛形あきこ
- 天童みなみ：生田智子
- 如月玉雄：蛭子能収
- 弘崎薫：志賀勝
- 田中博：西岡徳馬
- 竜崎一路：赤井英和
- 竜崎初子：京唄子
- 宇賀神亨：髙嶋政宏
- 如月マチコ：曾我廼家鶴蝶
- 前田直子
- 安藤政信
- 斉藤勝
- 早川園恵
- 並樹かおり
- 渡辺航
- 早川亜友子
- 片山淳子
- 藍田真潮
- 岡田友香
- 篠塚勝
- 坂田利夫
- 北見敏之
ほか

## テーマ曲
- 「好きやねん」VOICE（Sony Records）

## スタッフ
- 脚本：井沢満
- プロデュース：梅渓通彦、川原康彦、篠崎幸生
- 演出：斎藤郁宏、阿部雄一
- 制作協力：日本テレビエンタープライズ
- 制作著作：よみうりテレビ

## サブタイトル
1. ラブホテル純情
2. フェロモン
3. 私なんてモテない
4. シンデレラの失恋
5. 君に会えてよかった
6. だから涙をふいて
7. 誘拐
8. 哀しみよ今日は
9. 恋をなくした夜
10. 女3人恋のバトル
11. 運命のいたずら
12. 虹の向こうに

| 読売テレビ 木曜9時枠の連続ドラマ          | 読売テレビ 木曜9時枠の連続ドラマ                          | 読売テレビ 木曜9時枠の連続ドラマ                                                  |
| 前番組                                    | 番組名                                                    | 次番組                                                                            |
| ----------------------------------------- | --------------------------------------------------------- | --------------------------------------------------------------------------------- |
| 禁じられた遊び （1995.4.13 ‐ 6.29）       | 好きやねん （1995.7.6 ‐ 9.21）                            | 廃枠                                                                              |
| 読売テレビ制作 連続ドラマ                 |                                                           |                                                                                   |
| 禁じられた遊び （1995.4.13 - 6.29）       | 好きやねん （1995.7.6 - 9.21） 【ここまで木曜9時枠】      | ベストフレンド （1995.10.16 - 12.11） 【ここから月曜10時枠】                      |
| 読売テレビ制作・日本テレビ系列 木曜21時台 |                                                           |                                                                                   |
| 禁じられた遊び （1995.4.13 ‐ 6.29）       | 好きやねん （1995.7.6 ‐ 9.21） 【本番組まで連続ドラマ枠】 | 輝け!噂のテンベストSHOW （1995.10.19 ‐ 1996.9.19） 【同番組より再度バラエティ枠】 |